# Sceau du Montana
Le Sceau de l'État du Montana a été adopté en 1865, lorsque le Montana était un territoire des États-Unis. Quand il est devenu un État en 1889, il a été décidé d'utiliser le même sceau. L'anneau extérieur du sceau contient le texte "Le Grand Sceau de l'État du Montana". Le cercle intérieur contient une pelle, un pic et une charrue symbolisant les richesses minérales et agricoles du Montana. La bannière en bas du sceau décrit la devise territoriale "Oro y Plata", signifiant "Or et Argent".